# Heliport Tasiusaq (Nanortalik)

i7
i11
i13
Der Heliport Tasiusaq (ICAO-Code: BGTQ) ist ein Hubschrauberlandeplatz in Tasiusaq im südlichen Grönland. Da er kein Abfertigungsgebäude besitzt, wird der Heliport auch als Helistop bezeichnet.

## Lage und Ausstattung
Der Heliport liegt im südwestlichen Teil des Dorfs, liegt auf einer Höhe von 21 Fuß und hat eine mit Schotter bedeckte kreisrunde Landefläche mit einem Durchmesser von 30 m.

## Fluggesellschaften und Ziele
Der Heliport wird von Air Greenland bedient, welche saisonale regelmäßige Flüge zum Heliport Aappilattoq und zum Heliport Nanortalik anbietet. Von dort aus kann über den Heliport Qaqortoq und den Heliport Narsaq der Flughafen Narsarsuaq erreicht werden.